# Капленко, Никита Дмитриевич
Никита Дмитриевич Капленко (бел. Мікіта Дзмітрыевіч Капленка; род. 18 сентября 1995, Молодечно, Минская область) — белорусский футболист, полузащитник казахстанского клуба «Атырау». Мастер спорта Беларуси.
Младший брат Кирилл также футболист.

## Биография
Сын футболиста Дмитрия Капленко. Начал играть в футбол в Молодечно, пару лет провёл в минской «Смене», в 2005 году перешёл в школу минского «Динамо». С 2011 года начал выступать за дублирующий состав клуба, где опустился с первоначальной позиции нападающего на позицию полузащитника. Сезон 2015 провёл в аренде в клубе «Берёза-2010».
В январе 2016 года «Берёза-2010» прекратила существование, и Капленко вернулся в «Динамо», где стал тренироваться с основной командой. Сезон 2016 начинал в дубле, позднее стал попадать на скамейку запасных основной команды. 4 июня 2016 года дебютировал в Высшей лиге, отыграв весь матч против брестского «Динамо» (4:1), и с того времени закрепился в основном составе минчан на позиции опорного полузащитника. В ноябре 2016 года подписал двухлетний контракт с динамовцами.
Сезон 2017 года начинал в качестве основного опорного полузащитника. Летом потерял место в основной команде и стал чаще оставаться на скамейке запасных, в октябре вернулся в стартовый состав. В апреле 2018 года продлил контракт с «Динамо».
Сезон 2019 начинал в дублирующем составе, с мая стал выступать в стартовом составе основной команды, однако с сентября чаще оказывался на скамейке запасных.
В январе 2020 года перешёл в клуб «Торпедо-БелАЗ». Пропустил начало сезона 2020, в дальнейшем закрепился в составе жодинцев и помог клубу занять 3-е место в чемпионате Белоруссии. В январе 2021 года покинул клуб и вскоре стал игроком российской «Чайки». В июле команда опустилась в третий дивизион. Полузащитник ещё некоторое время играл за команду, однако в августе покинул клуб.
В сентябре 2021 года пополнил состав астраханского «Волгаря». В ноябре 2022 года покинул клуб.
В декабре 2022 года перешёл в солигорский «Шахтёр», подписав с клубом контракт на 3 года.
В феврале 2025 года перешел в казахстанский «Атырау», однако уже спустя три месяца покинул команду. За это время полузащитник провел 8 матчей в чемпионате и Кубке Казахстана, в которых отдал 2 голевые передачи. Впоследствии был включен в заявку команды SD Family в медийной футбольной лиге. В июле 2025 года подписал контракт с дзержинским «Арсеналом».

### В сборной
В 2014 и 2016 годах в составе молодёжной сборной Беларуси участвовал в Кубке Содружества.

## Достижения
- Обладатель Суперкубка Беларуси: 2023
- Серебряный призёр чемпионата Беларуси: 2017
- Бронзовый призёр чемпионата Беларуси (3): 2016, 2018, 2020